# 索克斯冰川
索克斯冰川（英語：Socks Glacier），是南極洲的冰川，位於沙克爾頓海岸，流經亞歷山德拉皇后山脈東坡，最終注入比爾德摩爾冰川，由英國探險隊發現，現時由南極條約體系管理。
83°42′S 170°5′E / 83.700°S 170.083°E